# Бајрам Реџепи
Бајрам Реџепи (алб. Bajram Rexhepi; Косовска Митровица, 3. јун 1954 — Истанбул, 21. август 2017) био је албански политичар са Косова и Метохије и председник прве Владе Косова (ПИС) (2002-2004), а потом и министар унутрашњих послова у Влади Републике Косово|Влади једнострано проглашене и делимично признате Републике Косово (2010-2014). Био је члан, Демократске партије Косова. Од 2010. до 2015. био је министар унутрашњих послова ове државе.
Дипломирао је на Универзитету у Приштини и завршио постдипломске студије на Универзитету у Загребу 1985. године. Провео је већи део своје каријере радећи као хирург.
Током конфликта 1999. године, Реџепи је приступио ОВК и провео три месеца служећи као теренски доктор. На скупштинским изборима који су одржани 17. новембра 2001. године, Реџепијева странка је добила 25,7 процената гласова и тиме постала друга странка на Косову, после Демократског савеза Косова Ибрахима Ругове, а Реџепију је Скупштина Републике Косово доделила место премијера 4. марта 2002. године. На наредним изборима, одржаним 24. октобра 2004. године, Демократска странка Косова је била друга и освојила 30 места у скупштини.